# Trust (entreprise)
Pour les articles homonymes, voir Trust.
Trust International B.V. (anciennement Aashima Technology B.V.) est un fabricant européen de périphériques et d'accessoires informatiques fondé aux Pays-Bas.

## Produits
- Informatique (souris, clé USB...)
- Gaming (casque audio, clavier d'ordinateur...)
- Tablettes et smartphones
- Domotique [1]
- Matériel audio

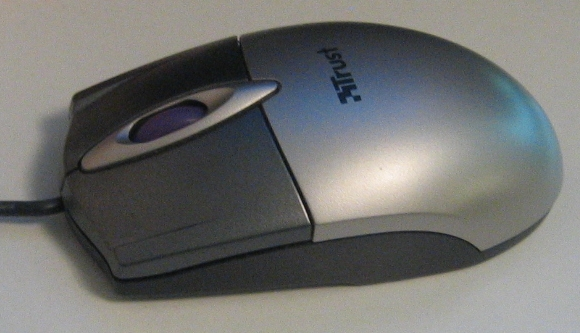
Souris Trust à molette
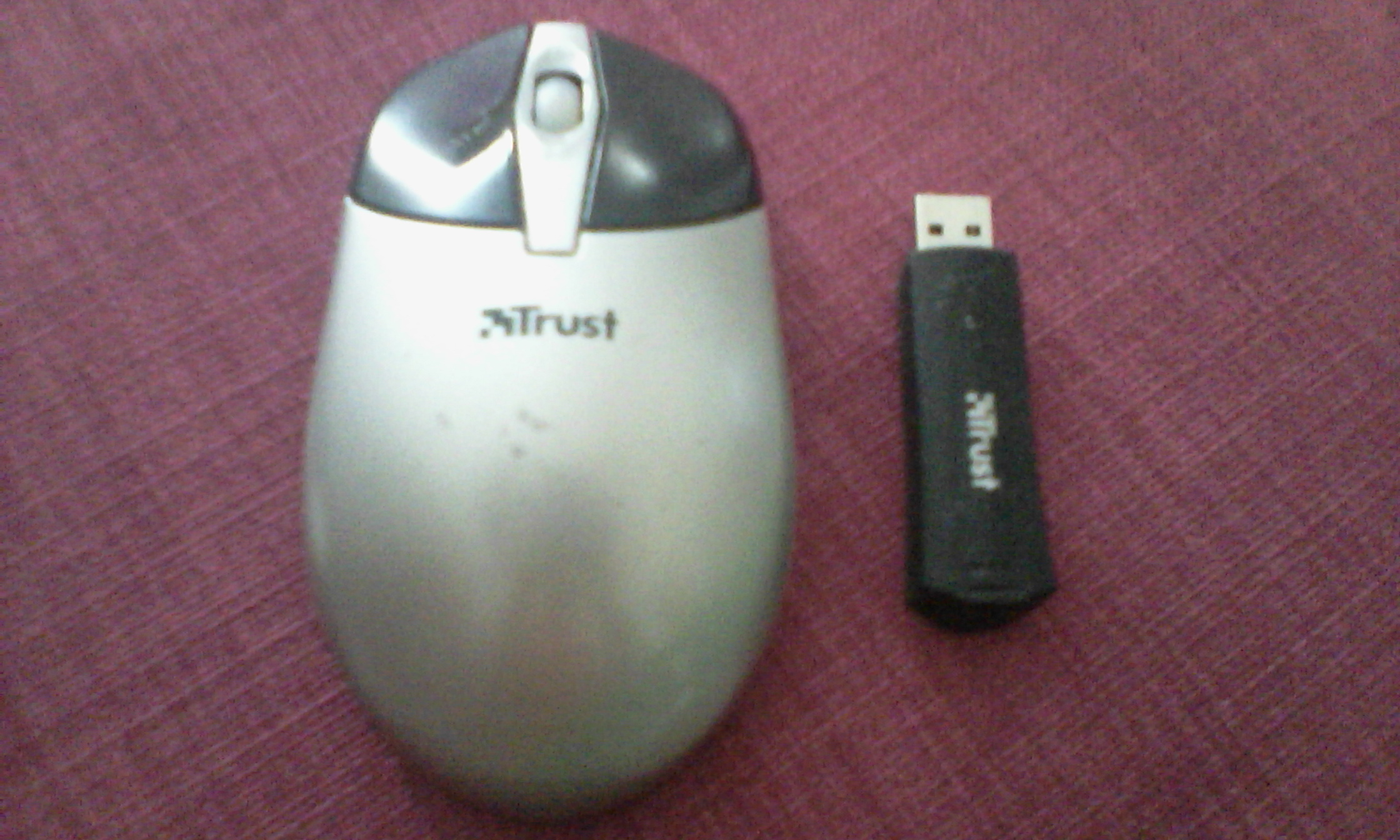
Une souris Trust avec son récepteur sans fil USB.
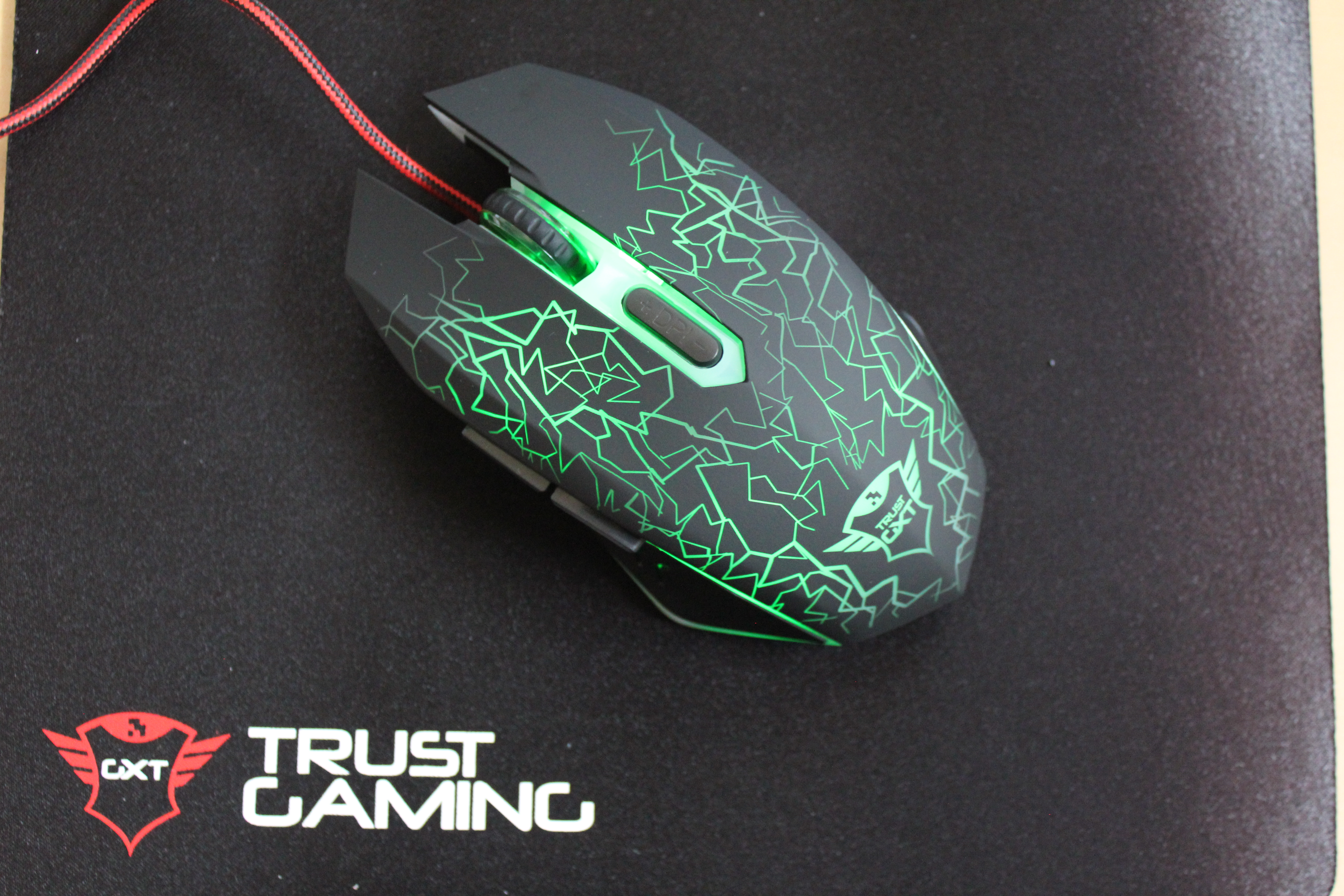
Souris Trust Gaming filaire